# Nanna (rodzaj)
Nanna – rodzaj motyli z rodziny mrocznicowatych i podrodziny niedźwiedziówkowatych.
Rodzaj ten opisany został w 1965 roku przez S. Jørgena R. Birket-Smitha.
Samce z tego rodzaju odznaczają się narządami rozrodczymi o nieregularnej i słabej sklerotyzacji edeagusa, małym, płytkowatym cierniem w wezyce, winkulum nie tworzącym sakusa, błoniastą i dystalnie zaokrągloną superwalwą oraz brakiem valvellae.
Motyle afrotropikalne, znane ze środkowej części Afryki (od Wybrzeża Kości Słoniowej na zachodzie po Tanzanię i Kenię na wschodzie). Zasiedlają środowiska tropikalne o bardzo wysokiej wilgotności.

## Podział systematyczny
Do rodzaju należą następujące gatunki:
- Nanna broetheri Kühne, 2014
- Nanna ceratopygia Birket-Smith, 1965
- Nanna collinsii Kühne, 2007
- Nanna colonoides (Kiriakoff, 1963)
- Nanna diplisticta (Bethune-Baker, 1911)
- Nanna distyi Kühne, 2014
- Nanna eningae (Plötz, 1880)
- Nanna falcata Kühne, 2014
- Nanna griseata Kühne, 2007
- Nanna griseoides Kühne, 2014
- Nanna hoppei Kühne, 2014
- Nanna kamerunica Kühne, 2007
- Nanna loloana (Strand, 1912)
- Nanna luteolata Kühne, 2014
- Nanna melanosticta (Bethune-Baker, 1911)
- Nanna molouba Durante, Apinda-Legnouo et Romano, 2013
- Nanna naumanni Kühne, 2005
- Nanna pia (Strand, 1912)
- Nanna semigrisea Durante, Apinda-Legnouo et Romano, 2013
- Nanna tanzaniae Kühne, 2014